# Скайтер'єр
Скайтер'є́р (англ. Skye Terrier) — порода мисливських собак, яка має походження з острова Скай у групі Гебридських островів, котрі знаходяться північно-західніше від узбережжя Шотландії.

## Походження й історія породи
Скайтер'єр — дуже давня порода: вважається що з острова Скай вони й були завезені в Англію. Вперше про породу згадується ще в XVI сторіччі в книзі «Про англійських собак», яка була написана відомим вченим, доктором Дж. Каюсом. З деяких джерел відомо, що в XVI сторіччі на острів Скай були завезені довгошерсті собаки з Іспанії, яких потім схрещували з місцевими мисливськими тер'єрами та дрібними норними собаками, — і розводили в Англії для полювання.
Колись це був мисливський собака, чудово пристосований до двобою з лисицею або борсуком в їхніх підземних норах: його використовували в полюванні на річкових видр, диких кішок та інших звірів. Проте в наш час скай тер'єра не використовують задля полювання — йому заважає довга, шовковиста шерсть, яку вимагає сучасний стандарт. Порода відома в усьому світі, але малочисельна.

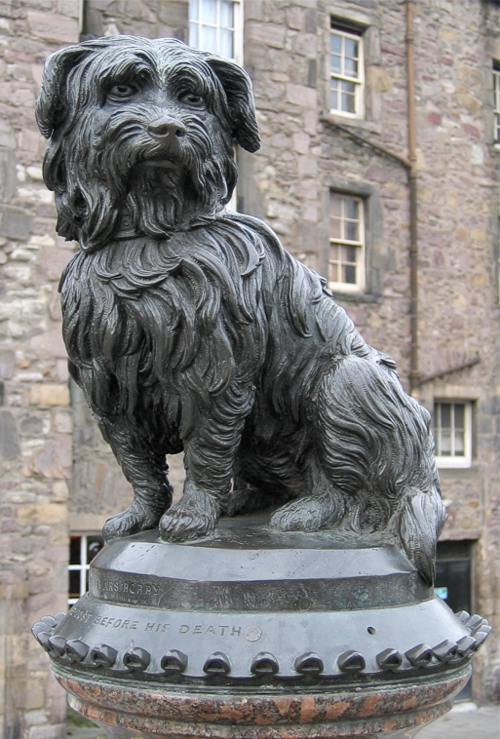
Скульптура скайтер'єра Боббі

Збереглася зворушлива історія скайтер'єра Боббі (Грейфрайєрс Боббі) з Единбурга. Після смерті хазяїна, бідного пастуха, Боббі кожен день протягом 14 років заходив в кав'ярню, де звик бувати з хазяїном, отримував булочку та вертався на могилу хазяїна на кладовище. Там же він знайшов свою смерть та був похований. В столиці Шотландії Единбурзі є водограй зі скульптурою скайського тер'єра: пам'ятник споруджено в 1872 році після смерті Боббі, який визнаний найвірнішим собакою у світі.
Скайтер'єр, на ім'я Босс, улюбленець королеви Великої Британії Вікторії (1819—1901), був зображений на картині відомого англійського художника Едвіна Ландсіра.

## Стандарт породи
Походження: Велика Британія. Дата публікації раніше чинного стандарту: 24.06.1987
Використання: тер'єр
Класифікація МКФ: Група 3. Тер'єри.
Секція 2. Дрібні тер'єри.
Без випробування робітничих якостей.
Загальний вигляд: Довгий, приземкуватий, багато вдітий, довжина тулуба вдвічі більше висоти в холці. Рухається на вигляд зовсім без зусиль. Міцні кінцівки, колодка та щелепи.
Поведінка та темперамент: Елегантний з почуттям гідності. Собака «одного хазяїна», недовірливий до сторонніх, але ніколи не злий.
Голова: Довга та могутня, не можна жертвувати могутністю заради надзвичайної довжини.
Черепна частина: Помірно широка в потиличній частині, поступово звужується до сильної морди. Перехід від лоба до морди незначний.
Лицьова частина:
- Мочка носа: чорна.
- Морда: сильна.
- Щелепи та зуби: Щелепи міцні з правильним ножицеподібним прикусом.

Очі: Бажано темно-карі, виразні, середнього розміру, нешироко розташовані.
Вуха: Стоячі або висячі. Якщо стоячі, з вишуканою "бахромою", невеликі, зовнішні краї вертикальні, а внутрішні нахилені друг до друга від вершини до черепа. Коли висячі, крупніші, звисають прямо до низу, пласкі, щільно притиснуті передніми краями до голови.
Шия: Довга з легким загривком.
Колодка: Довга, приземкувата, здається дещо пласкою через пряму, довгу шерсть.
Спина: Рівна.
Поперек: Короткий.
Груди: глибокі, довгі, овальні.
Хвіст: Коли спущений до низу, верхня частина звисає, а нижня відведена назад та трохи зігнута. Коли піднятий, продовжує лінію спини не піднімаючись вище, не закручуючись вверх, з вишуканим підвісом.
Кінцівки
- Передня частина: Ноги короткі та м'язисті.
- Плечі: Щільно притиснуті до тулуба.
- Задня частина: Сильна, об'ємна, добре розвинена, з добре окресленими кутами. Ноги короткі, м'язисті та прямі при огляді ззаду. Без прибулих пальців.
- Лапи: Передні лапи більші ніж задні, спрямовані вперед. Пучки щільні, кігті міцні.

Рухи: Ноги переміщуються прямо вперед при прямуванні. При наближенні передні кінцівки створюють продовження прямої лінії спереду, лапи знаходяться на такій же відстані одна від одної що й лікті. Основну рушійну силу мають задні кінцівки, які пересуваються прямо вперед. Передні ноги добре виносяться вперед без зайвого підйому. В цілому, рухи можна назвати вільними, енергійними та без зусиль, продукуючими більш-менш сланкий малюнок.
Сорочка
- Шерсть: Подвійна. Підшерстя коротке, щільне, м'яке та пухнасте. Шерсть довга, жорстка, гладенька, рівна, ніколи не кучерява. На голові дещо коротша, м'якша, затуляє чоло й очі. Шерсть, змішана з боковими пасмами навкруги вух, схожа на бахрому, дозволяє бачили форму вух.
- Масть: Чорна, темно- чи світло-сіра, руда, полова, всі з чорною мазуриною. Будь-яка суцільна масть може мати різні відтінки та світліше підшерстя до тих пір, поки ніс та вуха залишаються чорними. Допускається маленька біла плямка на грудях.

Розміри: Ідеальний зріст 25-26 см (10 дюймів), довжина від кінчика носа до кінчика хвоста 105 см (41,5 дюйма). Суки трохи менші, але в тих же пропорціях.
Дефекти: Будь-яке відхилення від вищевказаних пунктів повинно розцінюватись як недолік або порок залежно від ступеня виявлення.
Примітка: Пес повинен мати двоє розвинутих сім'яників в мошонці.